# 에스칼데스엔고르단
에스칼데스엔고르단(카탈루냐어: Escaldes-Engordany)은 안도라의 교구 중의 하나이다. 에스칼데스엔고르단은 에스칼데스, 엔고르단, 빌라르스덴고르단, 엔골라스테르스, 엘페네 등의 마을을 포함하고 있다. 이 지역의 주요 행사로는 마을의 재즈 축제가 있다.